# 鄧黎原羽
鄧黎原羽（1971年—）是越南的一位企業家及商人，是越南中原咖啡的創辦人，國家地理雜誌和富比士曾描述他是「白手起家」、「越南咖啡王」、「哲學家皇帝」。

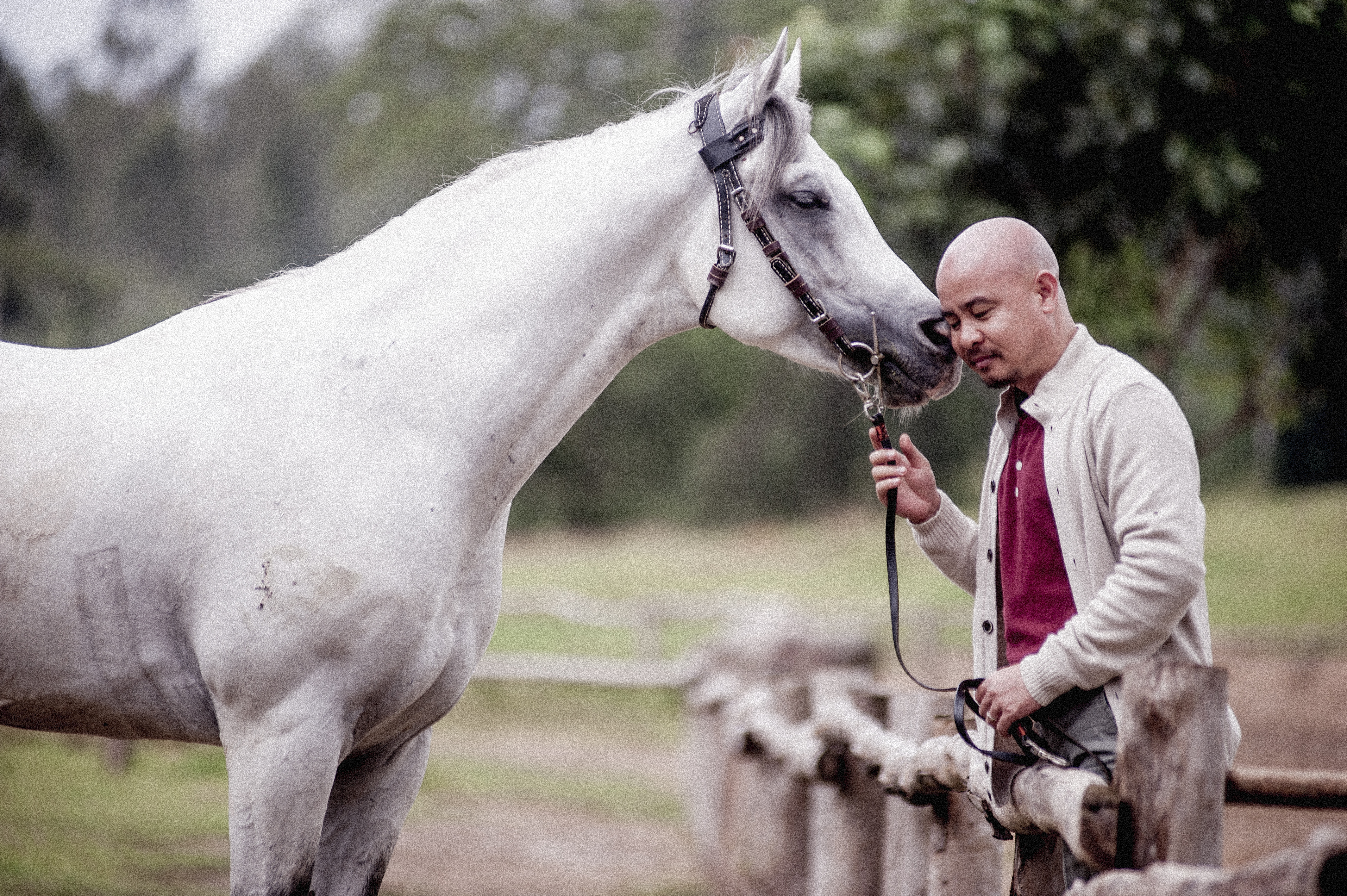
鄧黎原羽和他的汗血馬(2012年)

## 離婚
2013年，鄧黎原羽與妻子離婚。2014年，其前妻被剥夺了中原咖啡的管理权，并被禁止进入公司。2015年，鄧黎原羽的前妻成立TNI King Coffee並與中原咖啡展開竞争。這使得中原咖啡一度利潤率下降。